# Histoire ecclésiastique
Pour les articles homonymes, voir Histoire ecclésiastique (homonymie).

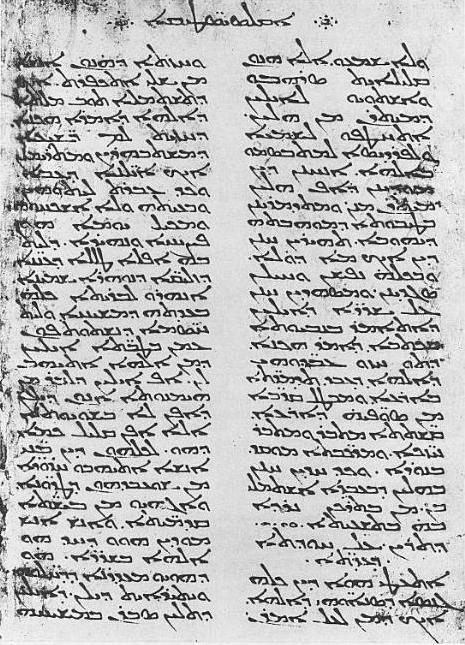
Manuscrit en syriaque (Codex Syriacus 1) de l’Histoire ecclésiastique (Bibliothèque nationale russe).

On désigne généralement sous le nom d’Histoire ecclésiastique (ἐκκλησιαστικῆς ἱστορίας) un ouvrage écrit par Eusèbe de Césarée pour relater l'histoire des chrétiens, de la mort de Jésus-Christ jusqu'au règne de Constantin, empereur romain régnant à l'époque d'Eusèbe. Elle est, si l'on excepte le texte biblique des Actes des Apôtres, la première histoire du christianisme.
Toutefois d'autres auteurs, grecs, latins ou arabes ont composé des ouvrages portant le même nom et qui complètent celui d'Eusèbe.

## Plan de l'œuvre
Dans le livre I, Eusèbe réfléchit à la personne de Jésus et annonce le plan qu'il va suivre dans les neuf livres suivants.
L'histoire de l'Église est développée du livre 2 au livre 7. On y trouve les successions des évêques des villes de Rome, Antioche, Alexandrie et Jérusalem, ainsi que des présentations des personnalités marquantes, même s'il s'agit d'hérésiarques. Est aussi abordée l'histoire des Juifs, de la mort du Christ jusqu'à la Révolte de Bar Kokhba sous le règne d'Hadrien. Une partie est ensuite consacrée aux persécutions et aux martyrs.
Les livres 8 à 10 sont un témoignage précieux sur ce qu'a connu l'église à son époque. Ils abordent les périodes d'accalmie et les persécutions sous Dioclétien et Maximin Daïa. Le récit se poursuit jusqu'au règne de Constantin et s'achève par des copies de documents officiels se rapportant aux chrétiens, et par un sermon prononcé par Eusèbe lors de la dédicace de l'église de Tyr.

## Datation
Dans sa forme actuelle, l’œuvre ne mentionne pas les exécutions de Crispus et de Fausta en 326. Puisque le livre X est dédié à Paulinus, archevêque de Tyr décédé avant 325, on estime que le travail a été achevé à la fin de 323 ou en 324. Ce travail a dû nécessiter des études préparatoires plus complètes qui l'ont probablement occupé pendant des années. Sa collection de martyres de la période plus ancienne peut avoir été l'un de ces travaux préliminaires.

## Postérité
Plusieurs auteurs grecs ont donné une suite à l'Histoire Ecclésiastique. On peut citer Philostorge, Socrate le Scolastique, Sozomène, Théodoret de Cyr et Évagre le Scholastique. Des prolongements furent composés en arabe par des auteurs chrétiens : Agapios de Manbij, Georges Elmacin, al-Muffadal ibn Abī al-Fada'il.
Par ailleurs, Rufin d'Aquilée est l'auteur d'une traduction et d'une continuation en latin de l'Histoire Ecclésiastique.